# TV수신료 납부거부사건
《TV수신료 납부거부사건》(Take The Tv And Run)은 한국에서 제작된 인형민 감독의 2008년 드라마, 코미디 영화이다. 지연 등이 주연으로 출연하였다.

## 출연

### 주연
- 지연
- 나현민
- 송희은
- 박지연

## 기타
- 프로듀서: 노일환
- 조감독: 김주희
- 녹음: 김인섭
- 음향: 송영호